# David Morrissey
David Mark Joseph Morrissey Embaixador(a) da boa vontade da ACNUR (Liverpool, 21 de junho de 1964) é um ator e diretor de cinema britânico. Famoso pela preparação e pesquisa meticulosas que realiza para cada papel, ele foi descrito pelo British Film Institute como um dos atores ingleses mais versáteis de sua geração.

## Biografia
Morrissey cresceu em Kensington e Knotty Ash, arredores de Liverpool, onde aprendeu a atuar no Everyman Youth Theatre. Com cerca de 18 anos, estava no elenco da série de televisão One Summer (1983), que ganhou reconhecimento em todo o país. Logo após, Morrissey frequentou a Royal Academy of Dramatic Art, em seguida, trabalhou na Royal Shakespeare Company e no Royal National Theatre por quatro anos.

## Carreira
Ao longo da década de 1990, por muitas vezes retratou policiais e soldados, assumindo alguns papéis mais notáveis como Bradley Headstone em Our Mutual Friend (1998) e Christopher Finzi em Hilary and Jackie (1998). Depois de algumas aparições seguidas nos filmes Some Voices (2000) e Captain Corelli's Mandolin (2001), desempenhou papéis em filmes aclamados pela crítica como Intrigas de Estado (2003) e o papel de Gordon Brown em The Deal (2003). O primeiro rendeu-lhe uma indicação de melhor ator no BAFTA e o último lhe rendeu o prêmio de melhor ator do RTS. Participou como vilão em outros filmes não tão aclamados, como Instinto Selvagem 2 (2006) e A Colheita do Mal (2007). Nos anos seguintes a esses filmes, teve papéis destacados nas séries Razão e Sensibilidade (2008), Red Riding (2009), e nos filmes, O Garoto de Liverpool (2009) e Centurion (2010), e estrelou e produziu a série dramática Thorne, em 2010.
Retornou aos palcos no Everyman Theatre, em 2008, para a série de Neil LaBute, In a Dark Dark House, e interpretando e produzindo Macbeth, no mesmo ano, ele interpretou a personagem Jackson Lake em Doctor Who. Em 2011. David Morrissey também interpretou o personagem "Governador", na série de televisão The Walking Dead, do canal AMC, um dos antagonistas principais da trama. Em 2017, passou a interpretar o general romano Aulus Plautius (Aulo Pláucio), principal antagonista na série de fantasia histórica Britannia.
Como diretor, Morrissey já dirigiu curtas-metragens e os dramas de televisão Sweet Revenge (2001) e Passer By (2004). Seu primeiro longa-metragem, Don't Worry About Me estreou no Festival de Cinema de Londres de 2009 e foi transmitido na televisão pela BBC em março de 2010. É conhecido por sua preparação meticulosa e pesquisa sobre os papéis que desempenha. O British Film Institute descreve Morrissey como "um dos atores britânicos mais versáteis de sua geração".